# Ballon-Saint Mars
Ballon-Saint Mars ist eine französische Gemeinde im Département Sarthe in der Region Pays de la Loire. Die Gemeinde liegt im Arrondissement Le Mans und im Kanton Bonnétable.
Am 1. Januar 2016 wurde Ballon-Saint Mars als Commune nouvelle aus den Gemeinden Ballon und Saint-Mars-sous-Ballon gebildet.

## Geografie
Ballon-Saint Mars liegt etwa 17 Kilometer nördlich von Le Mans. Im nordwestlichen Gemeindegebiet mündet das Flüsschen Bandelée (auch Gandelée genannt) in die Orne Saosnoise. Umgeben wird Ballon-Saint Mars von den Nachbargemeinden Lucé-sous-Ballon und Congé-sur-Orne im Norden, Mézières-sur-Ponthouin im Osten und Nordosten, Courcemont im Osten, Beaufay im Südosten, Courcebœufs und Souligné-sous-Ballon im Süden, Montbizot im Südwesten sowie Teillé im Westen.

## Gliederung
| Ortsteil                   | ehemaliger INSEE-Code | Fläche (km²) | Einwohnerzahl (2018) |
| -------------------------- | --------------------- | ------------ | -------------------- |
| Ballon (Verwaltungssitz)00 | 72023                 | 13,41        | 1379                 |
| Saint-Mars-sous-Ballon     | 72301                 | 18,20        | 0871                 |

## Sehenswürdigkeiten

### Ballon
- Schloss Ballon (11. und 14. Jahrhundert, Monument historique)
- Kirche Saint-Georges
- Pavillon de Lansac (Hospiz, 1735)

### Saint-Mars-sous-Ballon
- Kirche Saint-Médard aus dem 13. Jahrhundert
- Mühle von Thouars
- Burg Thouars aus dem 13. Jahrhundert

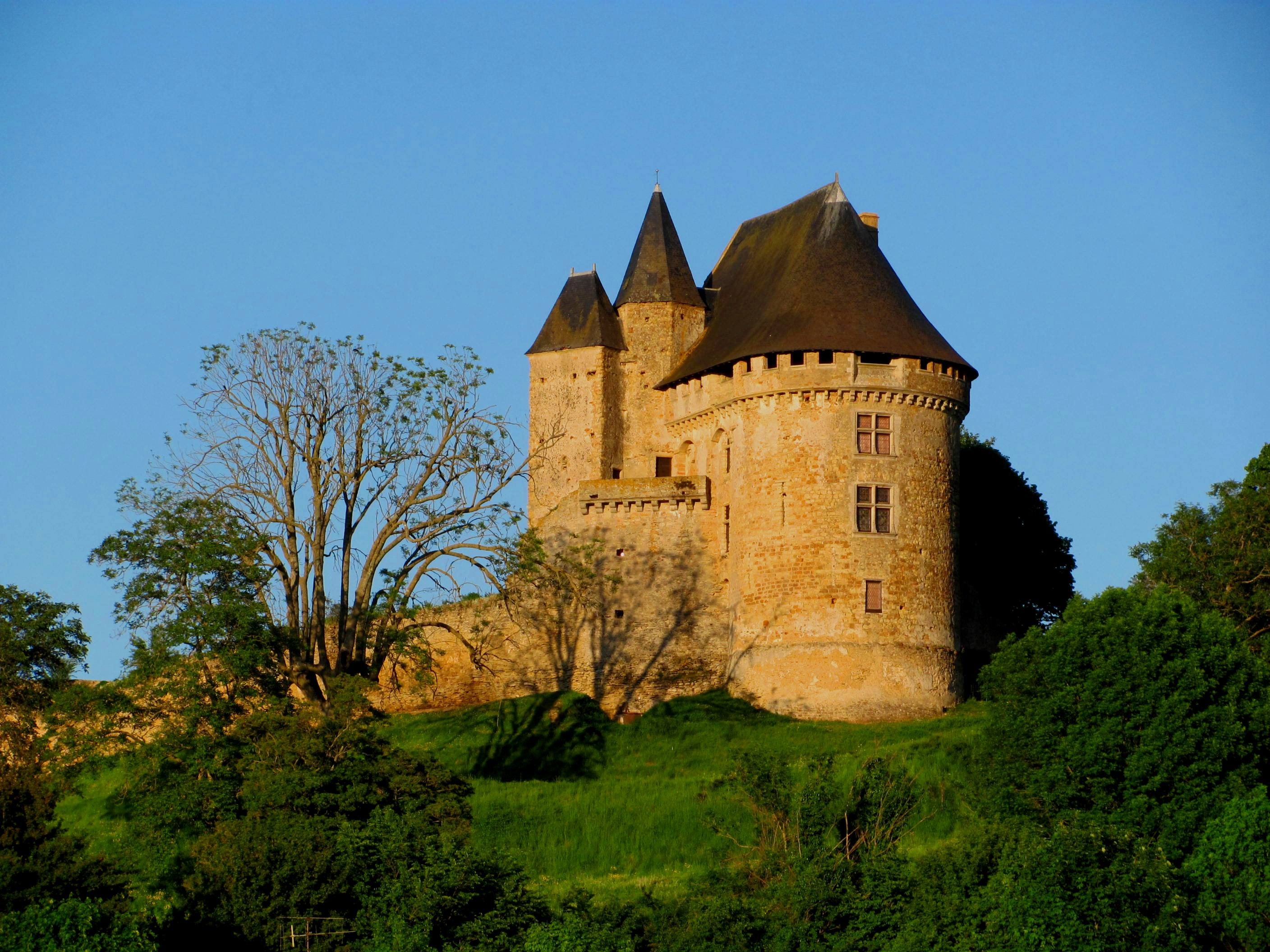
Schloss Ballon
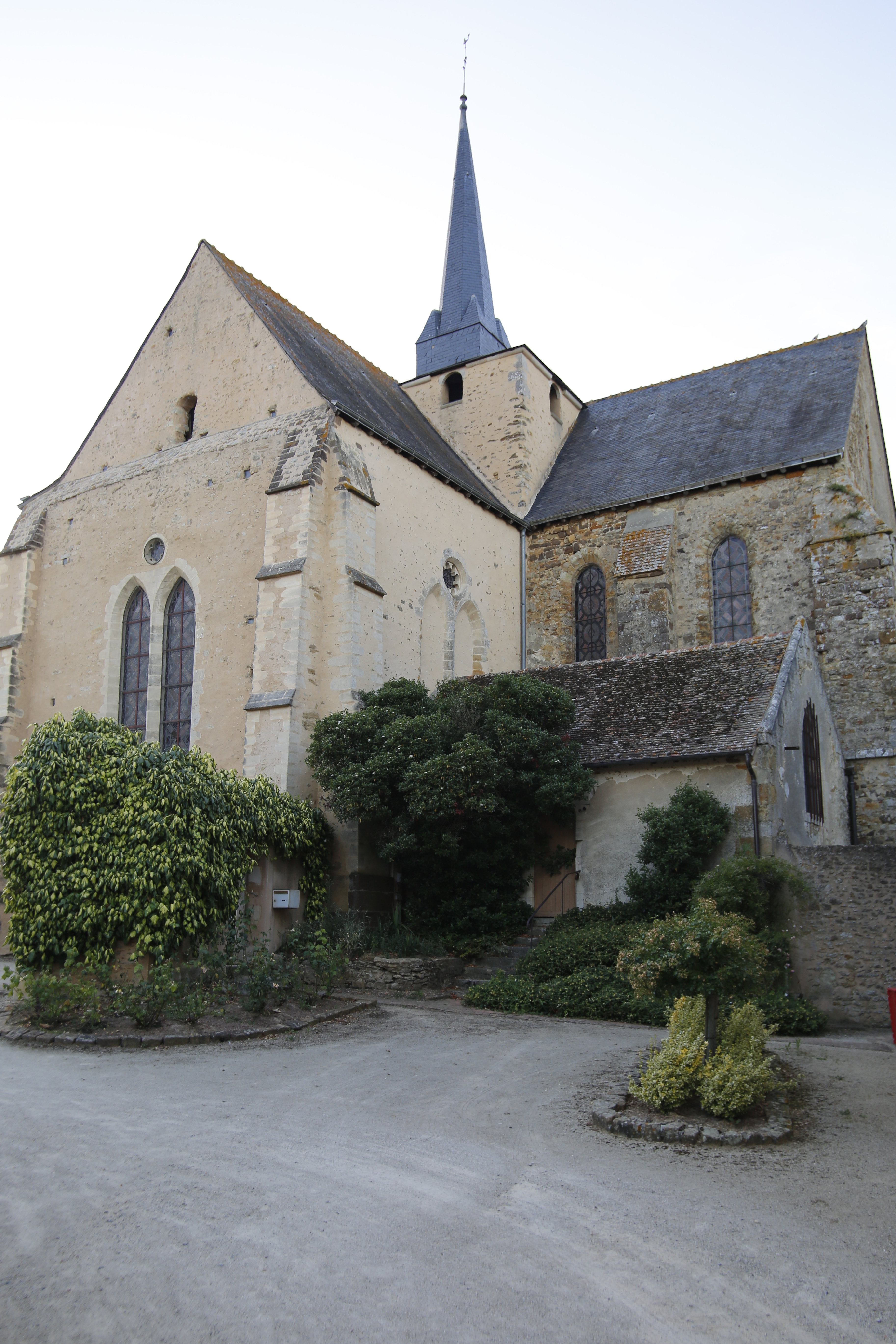
Kirche Saint-Médard

## Gemeindepartnerschaften
Mit der britischen Gemeinde Billinghay in Lincolnshire (England) pflegte bisher Ballon eine Partnerschaft.